# Mellangadden (Kökar, Åland)
Mellangadden är ett skär i Åland (Finland). Det ligger i Skärgårdshavet och i kommunen Kökar i landskapet Åland, i den sydvästra delen av landet. Ön ligger omkring 74 kilometer öster om Mariehamn och omkring 210 kilometer väster om Helsingfors.
Öns area är 2,9 hektar och dess största längd är 340 meter i sydöst-nordvästlig riktning. Trakten är glest befolkad. Närmaste större samhälle är Kökar, 16,7 km väster om Mellangadden.